# Potkozarje (település)
Potkozarje (szerbül: Поткозарје, korábban Ivanjska), falu Banja Luka községben, Bosznia-Hercegovinában, Bosanska krajina területén, a Szerb Köztársaságban. 

## Fekvése
Bosznia-Hercegovina északi részén, Banja Lukától légvonalban 18, közúton 21 km-re északnyugatra, 200-480 méteres magasságban, a Kozara-hegység délkeleti részén, a Prijedor felé vezető út mentén fekszik. Egy horvát/katolikus és egy szerb/ortodox részből áll. Megjegyzendő, hogy az Ivanjska helynév számos kisebb települést és falut foglal magában. A településnek az a része, ahol horvátok éltek, a következő falucskákból áll: Abrići, Brđani, Cerici, Dvorani, Gagrice, Gradina, Josipovići, Kozara, Lipovac, Mamenice, Miloševići, Mišin Han, Radinjača, Ružići, Taraševac, Valentići, Vučića Gaj, Vukovići és Žabari. Ivanjska szerbek által lakott része a következő falvakból áll: Dobraši, Karalići, Milakovići, Narandžići, Piljagići, Popovići, Bistrica, Savići, Šukale, Šušnjari és Tukići.
A legutóbbi boszniai háború végén majdnem az összes katolikus horvátot elüldözték, így 1999-ben már csak 104-en voltak. Az egykor tisztán katolikus falvak ma már elhagyatottak, vagy a szerb lakosság lakja őket, akik túlnyomórészt Bihać, Glamoč, Bosanski Grahov és Kupres környékéről származnak, akik a háború végén menekültek el ezekről a területekről. A szélsőséges szerb politika 1992-ben megváltoztatta a település nevét. Ivanjska új neve Potkozarje lett.

## Népessége
| Nemzetiségi csoport | Népesség 1991 | Népesség 2013 |
| ------------------- | ------------- | ------------- |
| Szerb               | 1095          | 2776          |
| Bosnyák             | 6             | 9             |
| Horvát              | 3306          | 270           |
| Jugoszláv           | 118           | 3             |
| Egyéb               | 52            | 39            |
| Összesen            | 4577          | 3067          |

## Története
Ezen a területen az emberi élet folytonossága a történelem előtti időkre vezethető vissza. A régészeti leletek tanúsága szerint a falu területe már a késő bronzkortól fogva lakott volt. A Kozara-hegységnek ezen a részén két olyan erődítmény maradványait is megtalálták, mely a késő bronzkorban és a vaskorban is használatban volt. Ugyancsak ebből a korból származik az a Golinjevo típusú bronz fibula, melyet a Lučica-patak mellett, vízárok ásása közben találtak. Ez a legnagyobb méretű fibula, amit az akkori Jugoszlávia területén valaha is találtak. Valószínűleg fogadalmi célból készült.
A kora középkorban Ivanjska a Horvát Királyság része, majd vele együtt a 11. század végétől a Magyar Királyság része volt. Ezen belül 14. és 15. században a Szlavón bánság, majd a bosnyák bánok igazgatása alatt a Boszniai bánság része lett. 1258-ban IV. Béla magyar király a ciszterci rendnek adományozta az „Ivana” nevű birtokot, amely valahol Orbász megyében feküdt. Egyes jelek szerint ez az ingatlan a későbbi Ivanjska területén volt. 1334-ben a zágrábi egyházmegye plébániáinak jegyzékében a johannita rend birtokában említik a Szent János templomot. Valószínűleg a település (és a folyó) Ivanjska neve is Ivanovacról, a johannita erődről és a Szent János-templomról származik, melyek ezen a területen álltak. Az egyetlen régi európai középkori ispotály maradványait is Ivanjskában voltak, ahol egészen a 19. század végéig láthatók és megtekinthetőek voltak. Egyes források szerint az ivanjskai plébániát 1312-ben alapították.  De minden bizonnyal Ivanjska, mint település sokkal régebbi, bár korábban nem tudni, hogy hívták.
A török hódítás következtében a johanniták temploma és vára megsemmisült. Az ott lakók közül sokan átmenekültek a Száván, sokan elpusztultak, és valószínűleg csak egyharmaduk maradt szülőföldjén. A Kozara-hegység megközelíthetetlen területein való menedék miatt az itteni lakosságot ez kevésbé érintette. A Boszniai szandzsák 1604-ből származó átfogó összeírása szerint Ivanjskában, a Banja Luka körzet részeként itt 42 birtokot (11 muszlim és 31 nem muszlim birtokot) írtak össze akkoriban.
A település 1878-ig tartozott az Oszmán Birodalomhoz, ekkor a berlini kongresszus határozata alapján az Osztrák–Magyar Monarchia része lett. 1879-ben az első osztrák-magyar népszámlálás során a Banja Luka-i járáshoz és Ivanjska községhez településnek 466 háztartása, 2287 ortodox és 2329 római katolikus lakosa volt. Az osztrák-magyar uralom beköszöntével új szabályok, rend és törvények jöttek létre. Az emberek főként mezőgazdaságból, állattenyésztésből és kézműves termékek értékesítéséből élnek. Ivanjska volt Bosznia-Hercegovina egyik legnagyobb kender-, len- és gyapjútermesztési és feldolgozó központja. 1910-ben a Banja Luka-i járáshoz tartozó Ivanskához tartozó településeken 459 háztartást, 773 ortodox szerb, 2047 római katolikus, 69 görög katolikus és 1 muszlim lakost találtak. A monarchia szétesésével 1918-ban előbb a Szerb-Horvát-Szlovén Királyság, majd 1929-től a Jugoszláv Királyság része. 1921-ben a községnek összesen 483 háztartása és 3027 lakosa volt. A Jugoszláv Királyság 1931-es népszámlálása szerint Ivanjskában 2245 katolikus és 782 ortodox élt. Jugoszlávia megszállása után a Független Horvát Állam (NDH) része lett. A második világháborúban 542 ivanjskai horvát fiatalt öltek meg, néhányukat közvetlenül a háború utáni megtorlásokban. 1945-ben. 1945-től a szocialista Jugoszlávia része volt. Ivanjska községhez a következő mai lakott helyek tartoztak: Barlovci, Cerici, Dragočaj, Ivanjska, Piskavica, Prijakovci, Radosavska, Ramići, Šimići és Verići. 1963-ban megszüntették az önálló Ivanjska községet, és a község területét Banja Luka községhez csatolták. Az 1992-1995-ös háborúban a szerb szélsőségesek állandó nyomására a helybeli katolikus horvátok elhagyták otthonaikat, a legnagyobb csoport 1995 augusztusában távozott. A daytoni békeszerződést követő területfelosztásnál Banja Luka község részeként a Szerb Köztársaság területéhez került.

### Az ivanjskai Nagyboldogasszony plébánia
Az ivanjskai plébánia gyökerei egészen a 14. századig nyúlnak vissza. Egyes források szerint a plébániát 1312-ben alapították. A 17. században székhelye Gornji Dragočajban volt. Az osztrák-török háborúk idején a 17. században sok katolikust kitelepítettek, a templomot és a plébániaházat lebontották. A plébánia székhelye ekkor a török veszély miatt átkerült a rejtettebb Ružići-Mamenice helyre, ahol a plébános szerény háza és kápolnája volt. A plébánia a 18. században és a 19. század elején igen nagy területű volt: keleten az Orbászig, északon a Száváig húzódott. A plébánia 1760-tól őriz anyakönyveket. Itt hunyt el lelkipásztori látogatása során 1867. október 30-án Sebastijan Franković Banja Luka-i püspök, akit először a mamenicei szerzetesi temetőben temettek el, majd csaknem egy évszázaddal később, 1957-ben szállították földi maradványait a plébániatemplomba, ahol ma is nyugszanak. A plébániatemplom 1884-ben épült, majd 1905-ben bővítették. Az eredeti harangtorony 1934-ben épült, de az 1969-es földrengés után új harangtornyot kellett építeni. A templomot az 1990-es években a boszniai háború alatt a szerbek elpusztították és kifosztották. A plébánia többi kápolnái és gazdasági épületei részben elpusztultak. A plébániatemplomot a háború után is többször felújították. A régi plébániaház 1895-ben, az új 1999-ben épült.
A plébánia területén tíz helyen van kápolna, többnyire temetőkben. Ezek, Crvena Zemlja Cerići, Damjanovac, Visoka Glavica, Dujsko Potok, Fratarski Groblje, Josipovići, Miloševići, Radunice, Valentići és Vučica Gaj. A plébánia jelentősebb horvát kulturális egyesületei és intézményei közül 1913-ban és 1924-től 1926-ig működött a Napredak Horvát Kulturális Egyesület helyi szervezete.

## Nevezetességei
- Gradina – őskori erődítmény maradványai egy meredek oldalú magaslat tetején. A hegy szabálytalan alakú és egyenetlen felszínű platóján erődítések nyomai láthatók. Korát a szakemberek a késő bronzkorra és a vaskorra teszik.[7]

- Oštra Glavica – őskori erődítmény maradványai. A lelőhely kőfalak maradványaival egy domináns magaslat 100x80 méters paltóján található. Az erőd bejárata a déli oldalon volt. Délnyugati oldalán egy alacsonyabb platón alacsonyabb sáncok látszanak. Korukat az i. e. 9 – 8. századra teszik.[7]

- A Legszentebb Istenszülő Szent lepele tiszteletére szentelt ortodox plébániatemploma.[18]

## Fordítás
- Ez a szócikk részben vagy egészben  az   Ivanjska  című horvát Wikipédia-szócikk ezen változatának fordításán alapul.  Az eredeti cikk szerkesztőit annak laptörténete sorolja fel. Ez a jelzés csupán a megfogalmazás eredetét és a szerzői jogokat jelzi, nem szolgál a cikkben szereplő információk forrásmegjelöléseként.